# لاسپال رومی
لاسپال رومی (انگلیسی: Roman Laspalles؛ زادهٔ ۲ نوامبر ۱۹۹۶) بازیکن فوتبال اهل فرانسه است که به عنوان مدافع برای تیم لوهانس-کویزو بازی می‌کند.
از باشگاه‌هایی که در آن بازی کرده‌است می‌توان به باشگاه فوتبال اوسر اشاره کرد.